# Estació d'Hargicourt-Pierrepont
L'estació d'Hargicourt-Pierrepont és una estació ferroviària situada al municipi francès d'Hargicourt, a prop de Pierrepont-sur-Avre (al departament del Somme).
És servida pels trens del TER Picardie.
| Provinença | Estació anterior | Línia        | Estació següent | Destinació |
| ---------- | ---------------- | ------------ | --------------- | ---------- |
| Amiens     | Moreuil          | TER Picardie | Montdidier      | Compiègne  |